# Zaštićeno stanište Tišina
Zaštićeno stanište Tišina je močvarno-barski kompleks u Bosni i Hercegovini. Nalazi se uz rijeku Savu, između Bosanskog Šamca i Domaljevca kod istoimenog naselja.
Ovaj kompleks čine močvare i bare Mala Tišina, Velika Tišina, bara Odmut i povremeni vodotok Žandrak. Ovo područje je važno u biološkom i hidrogeološkom smislu jer predstavlja jednu od posljednjih kontinentalnih močvara uz Savu. Osim 175 biljnih vrsta na ovom području je zabilježeno 130 vrsta ptica, 21 vrsta riba, 12 vrsta vodozemaca i gmazova te 17 vrsta sisavaca.
Zaštićeno područje obuhvaća 196,49 hektara Odlukom Vlade Republike Srpske od 26. rujna 2019. močvarno-barski kompleks Tišina proglašen je zaštićenim staništem četvrte kategorije.

## Vanjske poveznice
- Zaštićeno stanište Tišina